# 格林鎮區 (印第安納州摩根縣)
格林鎮區（英語：Green Township）是位於美國印地安納州摩根縣的一個行政鎮區。

## 地方資料
根據2010年美國人口普查的數據，格林鎮區的面積為86.70平方千米，當中陸地面積為85.90平方千米，而水域面積為0.80平方千米。當地共有人口3520人，而人口密度為每平方千米40.6人。